# Pont Cousineau
Le pont Cousineau est un pont couvert à structure réticulaire à treillis de type Town simple à corde inférieure double et avec une diagonale double. Ce pont a déjà eu une copie conforme à  Boscobel (#NSPCC 61-66-01).

## Histoire
Propriété de la famille Cousineau de père en fils depuis 1888, ce pont a changé de propriétaire en 1970. Il perdra sa patine grisâtre pour devenir tout blanc. On le repeint en 1995. 

## Toponyme
Le nom de ce pont honore la mémoire de la famille qui l'a fait construire.

## Couleur
Le pont et le lambris sont de couleur blanche.